# Miroslav Stránecký
Miroslav Stránecký (16. října 1869 Moravská Ostrava – 5. června 1908 Čekanice) byl rakouský právník a politik české národnosti z Čech, poslanec Českého zemského sněmu.

## Biografie
Pocházel z rodiny hutního inženýra. Narodil se v Moravské Ostravě. Vychodil německou školu, pak studoval od roku 1881 české reálné gymnázium v Praze a následně práva na Univerzitě Karlově. Během studií o ovlivnil zejména Albín Bráf. Věnoval se studiu národohospodářství. Získal titul doktora práv. Nastoupil na praxi k zemskému soudu v Praze, potom u státního zastupitelství. Do roku 1900 vykonával advokátní praxi. Byl statkářem v Čekanicích u Blatné a spolumajitelem strojnické továrny. Byl aktivní v podpoře českých menšin. Byl předsedou jednatelského odboru Národní jednoty pošumavské v okresech Blatná a Březnice a tamtéž i předsedou místního odboru této menšinové organizace. Roku 1901 byl kandidátem (tzv. zahlkandidat, tedy kandidát do počtu, bez reálné šance na zvolení, jehož rolí bylo jen manifestovat politickou svébytnost českých voličů) ve volbách do Říšské rady roku 1901 za převážně německý obvod měst Český Krumlov a Prachatice. Roku 1906 vstoupil do Rakouské jednoty notářů. Uvádí se tehdy jako kandidát notářství, bytem zámek Čekanice.
Zapojil se i do vysoké politiky. V zemských volbách roku 1901 byl zvolen na Český zemský sněm, kde zastupoval kurii venkovských obcí, obvod Prachatice. Uváděl se jako český radikálně pokrokový kandidát (Česká strana radikálně pokroková). Podle jiného zdroje byl nezávislým, popř. nezávislým, radikálně pokrokovým kandidátem.
Zemřel v červnu 1908 po delší těžké nemoci.